# DABO銀
『DABO銀』（だぼぎん）は、1995年4月3日から1996年3月25日までテレビ朝日で毎週月曜に放送されていたバラエティ番組。

## 概要
当時人気を博していた銀座7丁目劇場に出演していた芸人を中心とし、当時の若手芸人がハンディカムを使っておもしろ動画や写真を撮影しプレゼンする。全てのネタをMCのうじきつよしと安岡力也、プロデューサーの横澤彪が見てMCがツッコミを入れ、面白いと判断されればOAされ賞金が贈呈されるという内容。
ロンドンブーツ1号2号はこの番組で大躍進し、当番組終了後に同じスタッフによる後番組として『あなあきロンドンブーツ』（後の『ぷらちなロンドンブーツ』→『ぷらちなロンドンブーツHIGH↑』）が開始する。

## 出演者

### MC
- うじきつよし
- 安岡力也

### 出演芸人
ロンドンブーツ1号2号、ココリコ、DonDokoDon、犬ティッシュ、インパクト、ペナルティ、ピンポイント、ツインカム、桧・友野、とっかん小僧、ダブルモッシュ、なかよし、チープスープ、はりけ〜んず、あ・うんず、モリマン